# 藤音得忍
藤音 得忍（ふじおと とくにん、1894年（明治27年）6月19日 - 1972年（昭和47年）2月29日）は、第30代浄土真宗本願寺派総長、同派教尊寺11代住職。

## 略歴
- 1894年（明治27年）出生
- 1918年（大正7年）京都帝国大学法学部卒業
- 1924年（大正13年）3月　社会事業及び宗教法研究のため欧米各国を視察。翌年11月帰国
- 1929年（昭和4年）龍谷大学教授
- 1935年（昭和10年）本願寺築地別院輪番。二・二六事件で殺害された大臣の国葬を執り行う。
- 1946年（昭和21年）浄土真宗本願寺派総長。翌年退任
- 1947年（昭和22年）宗会議長
- 1950年（昭和25年）別府別院輪番
- 1952年（昭和27年）再び総長に。1956年まで2期務める
- 1958年（昭和33年）京都女子学園長兼京都女子大学長
- 1960年（昭和35年）再び宗会議長
- 1972年（昭和47年）死去